# Malchapur, Bhalki
Malchapur là một làng thuộc tehsil Bhalki, huyện Bidar, bang Karnataka, Ấn Độ.